# 段功
段功（？—1365年），亦称段信苴功，《明史》作段得功，段隆之子，段光之弟，是蒙古轄下的第十位大理總管。
元惠宗至正四年（1344年，一作1345年，或作至治元年，即1321年），元朝授他為承務郞、蒙化州知州。至正六年（1346年，《百夷传》作至正八年），木邦夷、施川路土官思可發叛。元朝命河南參政賈敦熈督師討伐，段功亦出兵參戰，作為前鋒，屢戰克捷，至正十二年（1352年），升大理总管，因功升為雲南省參政。
至正二十三年（1363年），紅巾軍將領明玉珍及其弟明二率兵三萬攻打中慶路，梁王把匝剌瓦爾密逃奔楚雄，得段功出兵援助梁王，和明玉珍大戰於呂閣關，保住雲南不失。後來段功夜襲古田寺，用火攻將敗明玉珍擊退，並在七星关擊潰明玉珍的兵馬，終收復中慶路、奪回昆明。段功率兵击败万胜（明二），追明夏军退出云南返重庆。
戰後，梁王拜段功为雲南省平章政事，同時将女兒阿盖公主嫁給段功，留居中庆（今昆明）。次年，返大理，后又至中庆。但在1365年時，梁王又懷疑段功有併吞雲南全境（吞金马，咽碧鸡）的野心，因而要女兒阿蓋公主將段功毒殺，但是阿蓋公主不忍反將一切告知段功。但段功仍被梁王用计诱至通济桥，派人刺殺，而阿蓋公主也殉情自殺。从此梁王又失去段氏的支持。

## 相关作品
- 《孔雀胆》 话剧 郭沫若 1942年
- 《孔雀胆》 小说 吴蔚／中国民主法制出版社 2010年 本书与吴蔚同系列图书《韩熙载夜宴》同时参选第八届茅盾文学奖。